# Điểm nóng về đa dạng sinh học
Một điểm nóng về đa dạng sinh học là một vùng địa lý sinh học với mức độ đa dạng sinh học quan trọng mà đang bị đe dọa bị phá hủy. Ví dụ các khu rừng được coi là các điểm nóng về đa dạng sinh học.
Norman Myers viết về khái niệm này trong hai bài viết trong "The Environmentalist" (1988), & bản in lại năm 1990 sau khi đã được Myers và đồng nghiệp phân tích kỹ càng trong "Hotspots: Earth’s Biologically Richest and Most Endangered Terrestrial Ecoregions" (tạm dịch: Điểm nóng: Các vùng sinh thái trên cạn nguy cấp nhất và giàu có về mặt sinh học nhất trên Trái Đất) và một bài viết xuất bản trong tạp chí Nature.
Để đạt tiêu chuẩn được coi là một điểm nóng về đa dạng sinh học trong phiên bản bản đồ điểm nóng năm 2000 của Myers, một khu vực phải hội đủ hai tiêu chí khắt khe: nó phải chứa ít nhất 0,5% hoặc 1.500 loài thực vật có mạch là loài đặc hữu, và nó phải đã mất ít nhất 70% hệ thực vật cơ bản của nó. Trên khắp thế giới, có 36 khu vực đạt tiêu chuẩn theo định nghĩa này. Những khu vực này nuôi sống gần 60% thực vật, chim, động vật có vú, động vật bò sát và lưỡng cư, với tỷ lệ cao các loài đó là loài đặc hữu.

## Phân bố theo vùng
Bắc và Trung Mỹ
- California Floristic Province •8•
- Madrean pine-oak woodlands •26•
- Trung Bộ châu Mỹ •2•

Các điểm nóng về đa dạng sinh học. Những vùng đề xuất ban đầu có màu xanh lá, những vùng thêm vào có màu xanh dương.

- Đồng bằng Ven biển Bắc Mỹ (bao gồm Đồng bằng ven biển Đại Tây Dương và Đồng bằng Ven biển Vịnh) •36•

Vùng Caribe
- Các đảo Caribe •3•

Nam Mỹ
- Các rừng nhiệt đới bờ biển Đại Tây Dương •4•
- Cerrado •6•
- Chilean Winter Rainfall-Valdivian Forests •7•
- Tumbes-Chocó-Magdalena •5•
- Andes nhiệt đới •1•

Châu Âu
- Mediterranean Basin •14•

Châu Phi
- Khu bảo tồn hoa mũi Hảo Vọng •12•
- Rừng ven biển Đông Phi •10•
- Afromontane phía Đông •28•
- Rừng Ghi-nê Tây Phi •11•
- Sừng châu Phi •29•
- Madagascar và the Indian Ocean Islands •9•
- Maputaland-Pondoland-Albany •27•
- Succulent Karoo •13•

Trung Á
- Dãy núi Trung Á •31•

Nam Á
- Đông Himalaya, Nepal, Ấn Độ •32•
- Indo-Burma, Ấn Độ và Myanmar •19•
- Ghats tây, Ấn Độ •21•
- Sri Lanka, Sri Lanka •21•

Đông Nam Á và Châu Á-Thái Bình Dương
- East Melanesian Islands •34•
- New Caledonia •23•
- New Zealand •24•
- Philippines •18•
- Polynesia-Micronesia •25•
- Eastern Australian temperate forests •35•
- Tây Nam Australia •22•
- Sundaland và Quần đảo Nicobar thuộc Ấn Độ •16•
- Wallacea •17•

Đông Á
- Nhật Bản •33•
- Dãy núi Tây Nam Trung Quốc •20•

Tây Nam Á
- Kavkaz •15•
- Irano-Anatolian •30•